# 韦尔内维尔
韦尔内维尔（法語：Vernéville，法語發音：[vɛʁnevil]；洛林语：Vernenvelle）是法国摩泽尔省的一个市镇，位于该省西部，属于梅斯区。

## 地理
韦尔内维尔（49°8'48"N, 6°0'10"E）面积9.18 平方千米，位于法国大東部大區摩泽尔省，该省份为法国东北部内陆省份，是洛林的一部分，西南接默尔特-摩泽尔省，东临下莱茵省，北与卢森堡和德国接壤。
与韦尔内维尔接壤的市镇（或旧市镇、城区）包括：茹阿维尔、圣艾、圣马塞尔、阿芒维莱、沙泰勒圣日耳曼、格拉沃洛特、罗泽里约勒。
韦尔内维尔的时区为UTC+01:00、UTC+02:00（夏令时）。

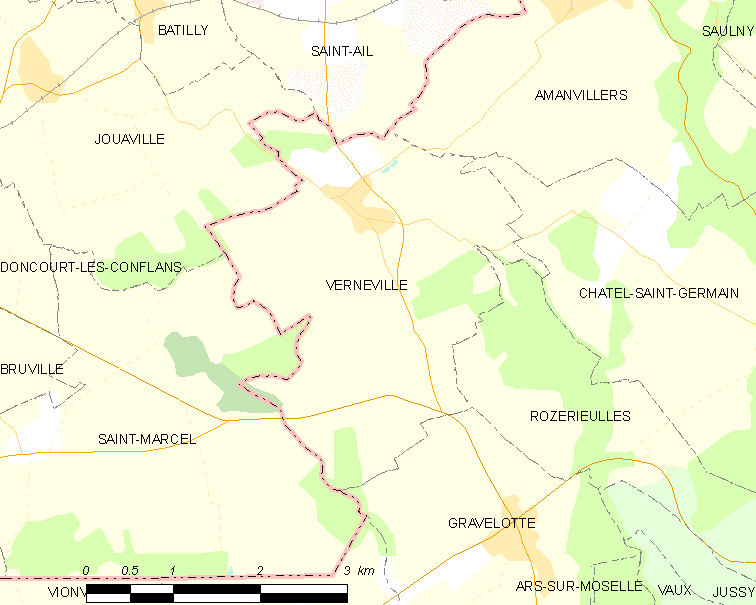
韦尔内维尔的OSM定位图

## 行政
韦尔内维尔的邮政编码为57130，INSEE市镇编码为57707。

## 政治
韦尔内维尔所属的省级选区为摩泽尔山坡县。

## 人口

1962-2008年间韦尔内维尔人口变化图示

韦尔内维尔于2022年1月1日时的人口数量为676人。